# ستوارت إيليوت
ستوارت إيليوت (27 أغسطس 1977 في المملكة المتحدة - ) (بالإنجليزية: Stuart Elliott)‏ هو لاعب كرة قدم بريطاني في مركزي الوسط والدفاع. لعب مع ستوكبورت كونتي وسويندون تاون ونادي أرسنال ونادي بورنموث ونادي ريكسهام ونادي غيلينغهام ونادي يورك سيتي ونيوكاسل يونايتد وهال سيتي ونادي سكاربورو ونادي ميرثير تيدفيل ‏ ونادي هاليفاكس تاون ونورثويتش فيكتوريا ونادي غيتزهد ونادي كارلايل يونايتد ونادي هارتلبول يونايتد ونادي أشينغتون ‏ ونادي هاروجيت تاون ودورهام سيتي ‏ وبيدلينجتون تيريرز ‏ ونادي إكزتر سيتي ونادي بليموث أرجايل وWalthamstow F.C. ‏ وHarrow Borough F.C. ‏ وغرايز أتلاتيك ‏ وNewcastle Benfield F.C. ‏ ودارلينجتون إف سى.

## وصلات خارجية
- ستوارت إيليوت على موقع قاعدة بيانات كرة القدم.إي يو (الإنجليزية)
- ستوارت إيليوت على موقع Soccerbase.com (لاعب) (الإنجليزية)